# Сторічний дуб (пам'ятка природи)
Сторі́чний дуб — ботанічна пам'ятка природи місцевого значення в Україні. Розташована в межах Сокирянської міської громади Дністровського району Чернівецької області, на північний захід від села Олексіївка.
Площа 0,03 га. Статус присвоєно згідно з рішенням 17-ї сесії обласної ради ХХІІІ скликання від 20.12.2001 року № 171-17/01. Перебуває у віданні ДП «Сокирянський лісгосп» (Романківецьке лісництво, кв. 70, вид. 3).